# Jacob Devers
Pour les articles homonymes, voir Devers.
Jacob Loucks Devers est un général américain. Durant la Seconde Guerre mondiale, Devers commande le 6e groupe d'armées U.S. en Europe.

## Biographie
En 1909, Devers sort diplômé de l'académie militaire de West Point où il termine 39e sur 103 élèves (dont le célèbre futur général George S. Patton, alors 46e de cette même promotion). Entre les deux guerres mondiales, il se consacre au développement aussi bien technique que tactique de l'artillerie de campagne.
Lorsque la Seconde Guerre mondiale éclate, Devers est stationné au Panama. Il prend ensuite le commandement de la 9e division d'infanterie U.S. à Fort Bragg, en Caroline du Nord, du 15 novembre 1940 au 15 juillet 1941.
Le 14 août 1941, il reçoit le commandement des forces blindées à Fort Knox en tant que plus jeune major-general de l'armée de terre. Sous son commandement, les unités blindées de Fort Knox passent de deux divisions blindées à 16 divisions plus 63 bataillons blindés indépendants. En mai 1943, il devient le commandant en chef des forces américaines en Europe. Depuis son quartier général à Londres, il organise en grande partie le débarquement allié en Normandie.
En juillet 1944, il reçoit le commandement qu'il avait convoité, celui du 6e groupe d'armées. Avec les 12 divisions américaines et les 11 divisions françaises de ce groupe d'armées, Devers participe à la libération de l'Alsace en réduisant la poche de Colmar avant de traverser le Rhin et de se voir remettre la capitulation des forces allemandes de l'ouest de l'Autriche le 6 mai 1945. Il se retire de l'armée le 30 septembre 1949.
Jacob Loucks Devers meurt 
Le 15 octobre 1979 à Washington et est inhumé au cimetière national d'Arlington.